# 사전군들

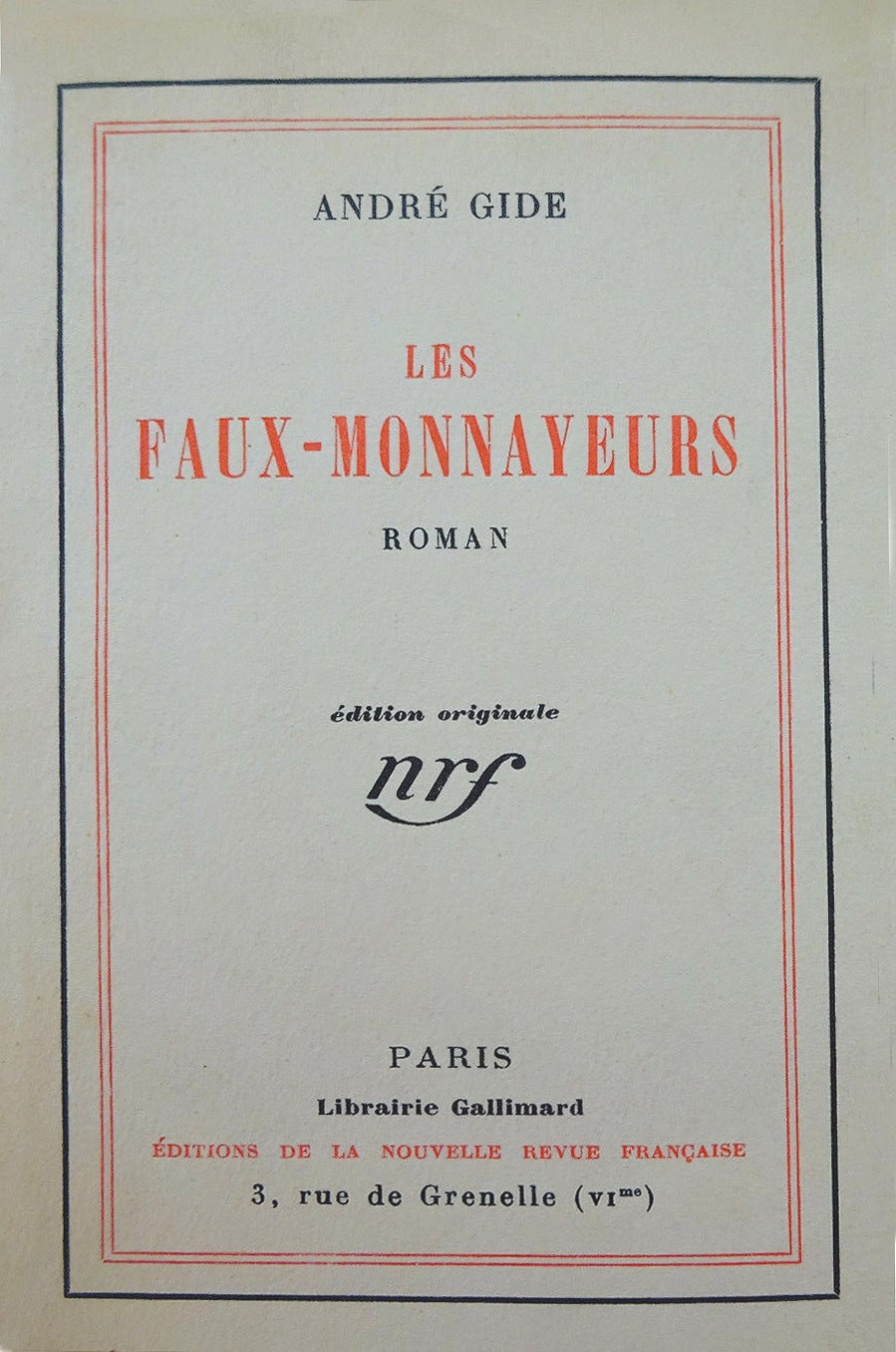

《사전군들》(프랑스어: Les Faux-monnayeurs, 영어: The Counterfeiters)은 앙드레 지드가 지은 1925년 장편소설이다. 작가가 로망(roman)이라 호칭했던 유일한 작품으로 그 이전의 작품은 레시(recits) 또는 소티(sotie)라 하였다. 로망이란 인생의 모든 진폭을 포괄해야만 하는 것이지만 레시나 소티는 인생의 단편밖에는 묘사하지 못한 것이다. 인간은 오해에 의하여 또는 가면에 의하여, 즉 위조지폐를 사용해서 쓰고 있기 때문에 이 세상의 생태 전모를 용이하게 파악할 수는 없다. 지드는 이 로망으로 인생의 양상을 총체적으로 파악하려고 했다. 글 가운데 <사전군들>이란 같은 제목의 소설을 구상하는 소설가가 등장하는 것도, 작품의 부록으로 창작 노트 <사전군들의 일기>가 발표된 것도 이러한 야망을 실현하기 위해서였다.

## 같이 보기
- 르 몽드가 선정한 세기의 도서 100권